# سست‌کره

سست‌کره در یک منطقه فرورانش

سست‌کره، خمیرکره، نرم‌کره یا استنوسفر (به انگلیسی: asthenosphere) لایه سنگ نرم، گرمادیده‌ای که بلافاصله در زیر سنگ‌کره سخت قرار گرفته و اجازه می‌دهد کفه‌های سنگ‌کره در حدود سطح زمین به آهستگی حرکت کنند. این لایه از ۱۰۰ کیلومتری تا ۳۵۰ کیلومتری عمق ادامه دارد. این لایه زیر سنگ کره و بالای گوشته زیرین قرار دارد. این بخش از زمین حالت خمیری دارد و نیمه جامد دارد .منشا بیشتر آتشفشان و زمین لرزه ها به این قسمت مربوط است.

## پی‌نوشت و منبع
1. ↑  مُر، فرید؛ مدبری، سروش (۱۳۹۱). فرهنگ جامع علوم زمین. فرهنگ معاصر. شابک ۹۷۸-۶۰۰-۱۰۵-۰۴۰-۴.
2. ↑  «سست‌کره» [زمین‌شناسی] هم‌ارزِ «استنوسفر» (به انگلیسی: asthenosphere)؛ منبع: گروه واژه‌گزینی. (۱۳۷۶-۱۳۸۵). فرهنگ واژه‌های مصوب فرهنگستان. تهران: انتشارات فرهنگستان زبان و ادب فارسی. شابک ۹۷۸-۹۶۴-۷۵۳۱-۷۷-۱ (ذیل سرواژهٔ asthenosphere)

- وبگاه پایگاه ملی داده‌های علوم زمین کشور برگرفته از کتاب فشارکی، پ. ، فرهنگ جغرافیا، انتشارات امیرکبیر، ۱۳۷۹